# Шельда
Шельда, або Еско (нід. Schelde [ˈɕxɛldə] ( прослухати) Схе́лдю; фр. Escaut [ɛsko]) — річка у Франції, Бельгії і Нідерландах. Довжина 430 км, площа басейну 21860 км².
Шельда бере початок в Пікардії, в горах Арденни, гирло має поділ на Східну і Західну Шельду, впадає в Північне море, утворюючи естуарій (Західна Шельда). Основні притоки — Лис, Рюпел. Довжина судноплавної ділянки 340 км. Шельда сполучена каналами з Маасом, Сеною і Соммою. На Шельді розташовані міста Гент, Антверпен (Бельгія), Вліссинген (Нідерланди).

## Історія
Уже для стародавніх римлян гирло Шельди мало важливе стратегічне значення. У середині III століття н.е. гирло потрапило під контроль франків, які спочатку діяли тут як пірати. При розділах франкського королівства на західну і східну частини межа між ними проходила по Шельді.

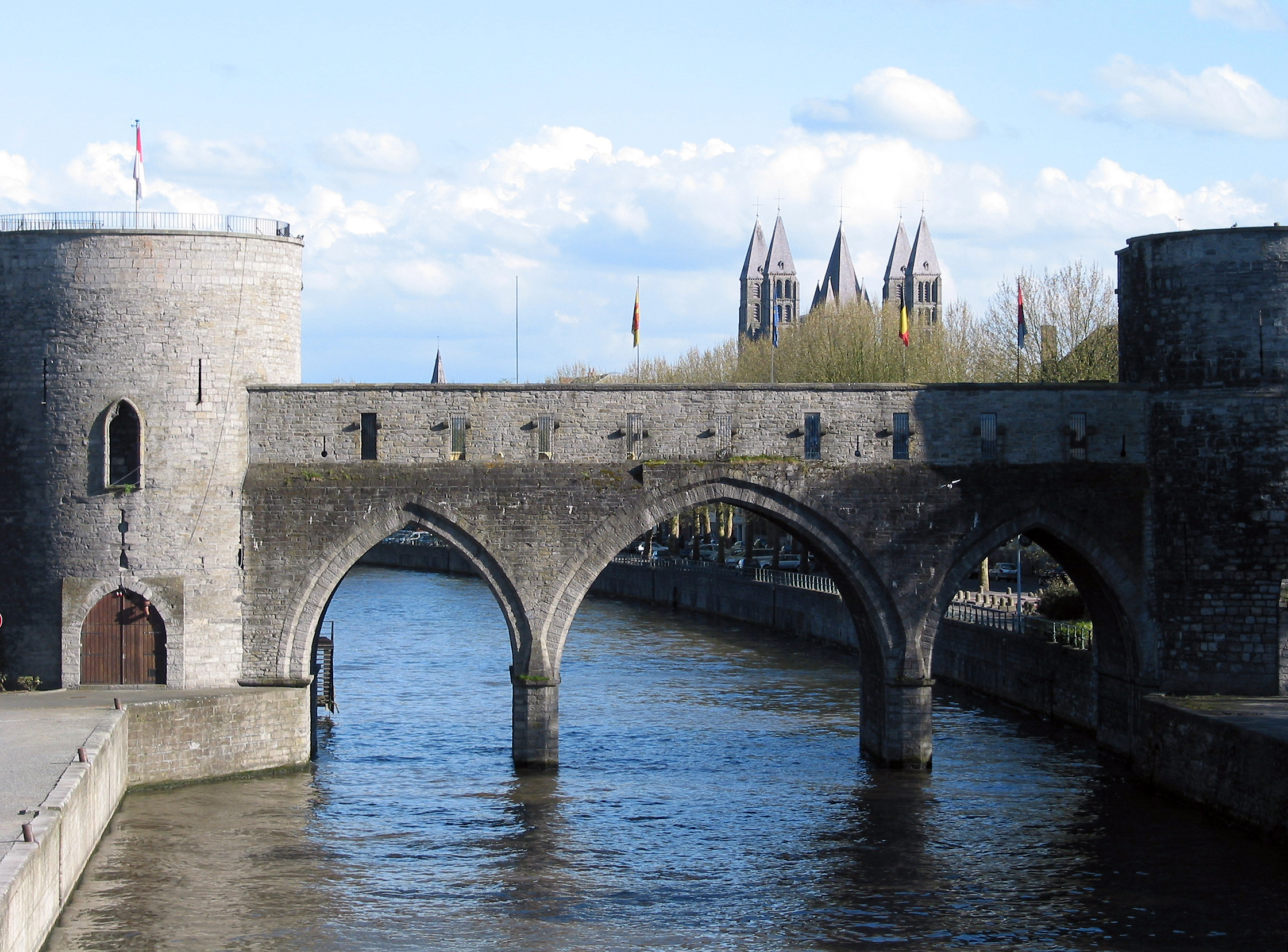
Міст через Шельду в Турне

У XVI столітті, коли район гирла Шельди знаходився під контролем імперії Габсбургів, річка відокремлювала Фландрію від Зеландії і Брабанта. Уже тоді Антверпен був найбільшим портом Західної Європи.

## Опис
Шельда має витоки в Гуї на півночі Франції за 16 км на північ від Сен-Кантена, на 104 км течії перетинає кордон з Бельгією. Ще за 26,5 км досягає Фландрії, де утворює південно-східний кордон Західної Фландрії, потім протікає через Східну Фландрію та провінцію Антверпен. У місті Антверпен у лимані побудовано великий глибоководний порт. У 2009 — 2014 роках порт був приблизно на одному рівні з Портом Гамбурга, другим за величиною контейнерним портом в Європі (вимірюється обробкою контейнерів TEU) .
Бельгійсько-голландський кордон завдовжки 56 км прямує Західною Шельдою. Через низький градієнт річки вплив припливу поширюється на 100 км вгору за течією.

## Історія
До 6000 року до Р.Х. тому Шельда скидала свої води до Північного моря приблизно за трасою сьогоденного каналу Гент — Тернезен. Тоді замулення викликало зміщення гирла далеко на схід. Близько 3000 року до Р.Х. тому море затопило східне гирло і було створено Східна Шельда. В Х столітті по Р.Х. затопило західне гирло і було створено Східна Шельда. До 17 століття подвійний лиман складався з Східної та Західної Шельди. Оскільки останній також мав притоку Маас до XX століття, лимани Шельда, Мааса та Рейну є складовими дельти Рейну-Маасу-Шельди. В ХХ столітті Східна Шельда також був відрізана від притоки Маас в рамках плану Дельта, на початок ХХІ століття це морська бухта, захищена від штормів бар'єром Остерсхельдекерінг з 1986 року.

## Судноплавство
Практично Шельда судноплавна на всій течії, у верхній течії вона розширена як канал Сен-Кантен, який вона постачає водою, від Камбре як незалежна каналізована річка. Із відкриттям судноплавного шляху Дюнкерк — Шельда Шельда стала важливим судноплавним маршрутом на півночі Франції та Бельгії.